# SA80
Az Enfield IW/SA80 (Individual Weapon: egyéni fegyver), a Royal Small Arms Factory (Királyi Kézifegyvergyár) tervezőcsoportja által kifejlesztett bullpup rendszerű gépkarabély, a brit szárazföldi erők alap kézifegyvere, melynek minden példányát optikai célzóberendezéssel láttak el.

## Története
Az L85A2 a brit fegyveres erők alap szolgálati fegyvere. Az EM2 típusú fegyver jövőbe mutató tervezésű gépkarabély, a negyvenes évek elején fejlesztette ki a RSAF, a brit Királyi Kézifegyvergyár, Noel Kent-Lemon, Stanley Thorpe és Stefan K. Janson mérnökök vezetésével. Az EM2 volt az első gyalogsági fegyver, melynek minden példányát optikai célzóberendezéssel (SUSAT) szerelték fel, ennél a fegyvernél alkalmaztak először célzóberendezést is magábafoglaló hordfogantyút és bullpup tipusú elrendezést. Az EM2 tipust eredetileg 7 mm-es kísérleti köztes lőszerrel rendszeresítették. A fegyver lőszerválasztása inkább politikai, sem mint katonai megfontolásból történt; a kormányzó munkáspárti kormány az Amerikától valló függetlenedés és a nemzeti jelleg megőrzésére törekedett. A fegyver sorozatgyártása előtt, az Amerikai Egyesült Államok és a többi NATO-tagállam is elkezdte a 7,62x51 mm-es lőszer rendszeresítését, Nagy-Britannia lemondott a 0,280-as (7mm) lőszer rendszeresítéséről. A gyártási nehézségek miatt a brit hadsereg az FN FAL-t állította rendszerbe SLR L1A1 (Self Loading Rifle, Land Service, A1 öntöltő puska szárazföldi szolgálatra, A1 változat) típusjellel. Az L1A1 a nyolcvanas évek végére már elavulttá vált. A NATO szabványosítás keretében az RSAF, az EM2 karabélyt korszerűsítette, majd végül L85A1 típusjellel és az új 5,56x45 mm-es NATO lőszerrel rendszeresítették 1985-ben.

## Szerkezeti kialakítás
Az L85A1 gépkarabély gázelvételes rendszerű, forgózáras reteszelésű (zárszerkezete meglepő hasonlóságot mutat az Armalite AR–18 karabéllyal, amelyet éveken keresztül gyártottak Angliában), a zártömb nyolc reteszelőszemölcse a tokba mart fészkekben reteszeli a csőfart. A lövés során keletkezett lőporgáz egy része a gázbeömlő nyíláson keresztül a gázhengerbe jut,  ami hátralöki a dugattyút, és működteti a zárszerkezetet. Ez a fajta működési rendszer megbízhatóbb, mint az M16-os gépkarabélynál alkalmazott közvetlen gázrendszer, azonban gyártása drágább. Az optikai irányzék négyszeres nagyítású, a látómezőben egy kör jelzi a lövedék becsapódásának várható helyét, a lövész a célra helyezi a kört (így nem kell vesződnie a célgömb és nézőke egy vonalba hozásával) és tüzel.

## Külső hivatkozások
- Brit Védelmi Minisztérium – L85A2 (angol nyelvű)
- Modern Firearms – L85 fegyvercsalád (angol nyelvű)